# Troianka, Kazanka
Troianka (în ucraineană Троянка) este un sat în comuna Novofedorivka din raionul Kazanka, regiunea Mîkolaiiv, Ucraina.

## Demografie
Componența lingvistică a localității Troianka
     Ucraineană (97,16%)
     Rusă (2,37%)
     Alte limbi (0,47%)
Conform recensământului din 2001, majoritatea populației localității Troianka era vorbitoare de ucraineană (97,16%), existând în minoritate și vorbitori de rusă (2,37%).